# Гогоцький Сильвестр Сильвестрович
Сильве́стр Сильве́стрович Гого́цький (5 січня (17 січня) 1813, Кам'янець-Подільський — 29 червня (11 липня) 1889) — філософ, історик філософії, представник київської духовно-академічної філософської школи. Магістр богослов'я, доктор філософії та філології. Противник українофілів й українського національного руху.

## Біографія
Народився Сильвестр Сильвестрович Гогоцький 17 січня 1813 р. у м. Кам'янці-Подільському. Навчався у Кам'янець-Подільському духовному училищі. Закінчив Подільську семінарію та Київську духовну академію (1837), у якій згодом (1841—1850 рр.) викладав філософію. 1850 року захистив докторську дисертацію «Обозрение системы философии Гегеля».
Професор Київської духовної академії (1841—1850), Київського університету (1851—1886).
Протягом 1851—1886 рр. був професором Київського університету. За часів, коли філософію було виведено з навчальних планів, він уводив нарис з історії філософії до лекцій з педагогіки.
Філософські погляди С. С. Гогоцького формувалися під впливом філософії Гегеля, яку вчений цінував насамперед за історико-філософську концепцію. Позитивним у гегелівській філософії, вважав С. С. Гогоцький, є визнання того, що весь світ наповнений єдиним розумом і виявляє в усіх його складниках один верховний план, а також того, що всі окремі предмети пов'язані між собою, як щаблі одного розвитку.
Значну увагу вчений приділяв філософії Канта, убачаючи позитивний момент у тих поглядах філософа, які ведуть до подальшого розвитку філософської проблематики. С. С. Гогоцький стверджував, що кантівське вчення про «антиномії» зумовило «блискучу систему Гегеля та її діалектичний метод», а проголошення першості духу щодо природи — філософію Фіхте і таким чином визначило головні напрямки подальшого розвитку філософії.
С. С. Гогоцький — автор таких наукових праць, як «Критичний погляд на філософію Канта» (1847); «Про характер філософії середніх віків» (1849); «Огляд системи філософії Гегеля» (1860); статей «Два слова про прогрес», «Сучасність» (1860), «Вступ до історії філософії» (1871).
Окрім того, С. С. Гогоцький був автором першої вітчизняної філософської енциклопедії, чотиритомного «Философского лексикона» (1857—1873), «Философского словаря, или Краткого объяснения философских и других научных выражений, встречающихся в истории философии» (1876), а також багатьох психологічних та історико-педагогічних праць («Об историческом развитии воспитания у примечательных народов мира», 1853; «О различии между воспитанием и образованием в древние и новые времена», 1879; «О высшем образовании в применении к женщине», 1878).

Перебуваючи в Україні, обстоював русифікацію. Як публіцист Гогоцький декламував свої погляди у реакційному промосковському часописі М. Каткова («Русский вестник») та решті інших. Вважав українську мову «вигаданим жаргоном»:
Обще-русский язык учебных книг в элементарных школах у нас не только понятен детям, но часто даже понятнее южно-русского жаргона, выдумываемого некоторыми нашими любителями Украйны, так как южно-русское просторечие не одинаково в разных полосах южной и юго-западной России. Конечно, для начинающего учиться будут и на обще-русском книжном языке встречаться слова и понятия неизвестные, точно так же как они были бы, и притом несравненно в большем количестве, на придумываемом южно-русском просторечии; но для того, чтобы эти редкие непонятности сделать понятными, существуют объяснения, а эти объяснения слов и фраз никто не воспрещает сделать, если это действительно нужно где-нибудь в глуши, и на местном просторечии; никто же не воспрещает, если кому угодно, читать и какие-нибудь композиции на южно-русском просторечии. К чему же, спрашивается, хлопотать и суетиться о каком-то формальном, систематическом двуязычии в обучении на нашей Русской земле, где в среде главного ее народонаселения вовсе нет того двойства, которое действительно мы находим в некоторых других странах? Прибавим еще, что во многих, очень во многих первоначальных школах, вовсе не потребуется даже и этих объяснений русских слов и фраз на местном просторечии, потому что в них дети прекрасно все понимают без всяких переводов на местное просторечие. Вводить для них лишние объяснения даже этих отдельных слов и фраз на местном просторечии, значило бы просто только замедлять ход их обучения и толочь в ступе воду. Говорю это твердо, потому что весьма хорошо знаю, как не только сотни вместе со мною, но, подобно мне, тысячи детей, говоривших до 7-8 лет только на местном южно-русском просторечии, начинали потом учение, без малейших затруднений, по книгам на обще-русском языке и все понимали также как понимали бы их дети живущие в центральной России. Мало того, я думаю, что большинство детей нашего Запада и Юго-Запада даже лучше будет понимать простой книжный обще-русский язык нежели дети некоторых отдаленных северных губерний, знакомые только с местным просторечием. Так было на нашем Юго-Западе (и Северо-Западе) даже до тридцатых годов, когда на всем пространстве его существовали только польские светские училища, русские же училища были только духовные, и когда, смело можно сказать, во сто раз меньше было возможности учиться на русском языке. В настоящее же время, когда средства образования значительно увеличились, когда существует столько училищ и столько учебных руководств, когда русский язык так распространен даже в отдаленных западных губерниях, было бы признаком некоторой неискренности уверять что русский язык непонятен в школах, что нужно вытеснить его и заменить каким-то новосочиняемым южно-русским книжным языком. В других странах, где даже главное народонаселение бывает очень разноплеменно, и где языки на которых оно говорит совершенно чужды один другому, как например, мадьярский или немецкий русскому, конечно, большею частью обучают сначала на местных языках или наречиях; но у нас, в областях западных и юго-западных, где сплошное народонаселение почти все славяно-русское, стыдно для устранения обще-русских учебных книг и объяснений, для ограничения этого народонаселения какими-то, кем-то составленными жаргонными книжонками, прибегать к уверениям будто обще-русские элементарные книги не понятны. И одной этой понятности общерусских учебных книг достаточно для доказательства неуместности введения какого-то двойственного книжного учебного языка.

«Еще несколько слов об украйнофилах» (1875)

## Твори
- «Про характер філософії середньовіччя» (1849).
- «Філософський лексикон» (томи 1—4, частини 1—5; 1857—1873) — перша в Російській імперії філософська енциклопедія.
- «Огляд системи філософії Гегеля» (1860).
- «Голос из Юго-Западной Руси» («Рус. слово» 1859 г.);
- «Заметки на статью г. Грабовского: Ответ поляка русским публицистам, по вопросу о Литве и Западных губерниях» К., 1862 г.,
- «Галиция, галицкие русины и их стремления в религиозной, умственной и литературной жизни. Из путевых записок, веденных за границей в 1861 г.» (Прибавл. к «Подольск, епарх. вед.», 1863 г., № 2);
- «На каком языке следует обучать в сельских школах Юго-Западной России» («Киев, телеграф» 1863 г., № 33—35, 80 и отдельно);
- «О русском языке» («Современ. летопись» 1863 г.;
- «О необходимости ремесленных школ для православного русского населения в Западных губерниях» («Киев, телеграф» 1864 г. и «Современ. листок», 1865 г.);
- «Объяснение (по поводу статей украинофилов): 1) о церковноприходских школах, 2) о русском языке, на котором должно происходить обучение народа в Западной и Юго-Западной России, 3) об отношении нашего Запада и Юго-Запада к Великой России» («Моск. вед.» 1864 г., № 128);
- «Критический разбор послания о федерации» (1864);
- «О необходимости русского языка в элементарных школах Западных губерний» (1875);
- «Еще несколько слов об украинофильстве» («Рус. вестник», 1875 г., № 6—7 и отдельно);
- «Украинофильство с его затеями о двутекстных учебниках» («Волын. епарх. вед.», 1881 г., № 20—24 и отдельно: Почаев, 1881 г..);